# Criza Nulificării
În istoria Statelor Unite, Criza Nulificării a avut loc în timpul președinției lui Andrew Jackson și a fost declanșată de Ordonanța de Anulare, o tentativă a statului Carolina de Sud de a nulifica (a face inoperabilă pe teritoriul său) o lege federală adoptată de Congresul Statelor Unite. Taxele vamale din 1828, un sistem deosebit de protecționist a devenit lege în timpul președinției lui John Quincy Adams. Aceasta a întâmpinat opoziție în Sud și în unele părți din New England, adversarii acesteia așteptând ca odată cu alegerea lui Jackson, taxele să fie reduse semnificativ.
Țara suferise o scădere economică în anii 1820, iar Carolina de Sud fusese puternic afectată. Mulți politicieni din Carolina de Sud au acuzat pentru aceasta politica de taxe vamale la nivel național dezvoltată după Războiul din 1812 cu scopul de a promova producția americană în defavoarea concurenței britanice. Până în 1828 dezbaterile politice din Carolina de Sud s-au orientat spre problema taxelor. Când administrația Jackson nu a acționat pentru a trata problemele acestea, cea mai radicală facțiune din stat a început să ceară declararea taxelor nule și neavenite pe teritoriul statului Carolina de Sud. La Washington, a apărut un dezacord în această problemă între Jackson și vicepreședintele său John C. Calhoun, cel mai eficient susținător al teoriei constituționale a dreptului statelor de a nulifica legi federale.
La 14 iulie 1832, după ce Calhoun a demisionat pentru a candida pentru Senat unde își putea apăra mai eficient punctul de vedere, Jackson a promulgat legea taxelor vamale din 1832. Această lege de compromis a primit susținerea majorității celor din nord și a unei jumătăți din sudiștii din Congres. Reducerile erau prea mici pentru Carolina de Sud, și în noiembrie 1832, o convenție a statului a declarat că atât legea din 1828 cât și cea din 1832 erau neconstituționale și nu se puteau aplica în Carolina de Sud după data de 1 februarie 1833. Statul a demarat pregătiri militare pentru a rezista unei eventuale intervenții militare federale. Spre sfârșitul lui februarie, Congresul a adoptat atât o lege care autoriza președintele să folosească forța armată împotriva Carolinei de Sud, cât și o nouă lege a taxelor vamale, negociată pentru a satisface Carolina de Sud. Convenția din Carolina de Sud s-a reîntrunit și a abrogat ordonanța de nulificare la 11 martie 1833.
Criza a luat astfel sfârșit, și ambele părți aveau motive de satisfacție. Taxele vamale s-au redus, dar doctrina drepturilor statelor de a nulifica legi federale fusese respinsă. Deși politica fiscală a continuat să fie o problemă politică la nivel național între democrați și nou apărutul partid Whig, până în anii 1850 problema sclaviei îmbinată cu cea a expansiunii teritoriale au devenit problemele cele mai semnificative și mai mari cauzatoare de conflicte.